# Alvan Clark
Alvan Clark (Ashfield, 8 marzo 1804 – 19 agosto 1887) è stato un astronomo e pittore statunitense.
Discendente di una famiglia di cacciatori di balene del Massachusetts tra gli anni ‘30 e gli anni ‘50 del XIX secolo fu pittore di ritratti e incisore. Dall’età di circa quaranta anni si dedicò alla costruzione di lenti per telescopi. Fondò, insieme ai suoi figli Alvan Graham e George Bassett, la Alvan Clark & Sons, con la quale fabbricò lenti per telescopi rifrattori, inclusi i maggiori dell’epoca, tra i quali il telescopio da 18,5 pollici (47 cm) dell’Osservatorio Deaborn presso la Old University of Chicago (lenti inizialmente previste per l’Università del Mississippi), i due telescopi da 26 pollici (66 cm) presso lo United States Naval Observatory e l'osservatorio McCormick dell'Università della Virginia, il telescopio da 30 pollici (76 cm) dell’Osservatorio di Pulkovo, allora nell’Impero Russo e che venne distrutto nel corso dell’assedio di Leningrado durante la II guerra mondiale. Con la stessa ditta fabbricò le lenti del telescopio da 36 pollici (91 cm) dell’Osservatorio Lick dell'Università della California e le lenti del telescopio da 40 pollici (100 cm), dell’Osservatorio Yerkes dell'Università di Chicago che a tutt’oggi resta il più grande telescopio rifrattore del mondo.  Uno dei suoi figli, Alvan Graham Clark, mentre testava nel Massachusetts un nuovo telescopio rifrattore da 18 pollici fece la prima osservazione di Sirio B.

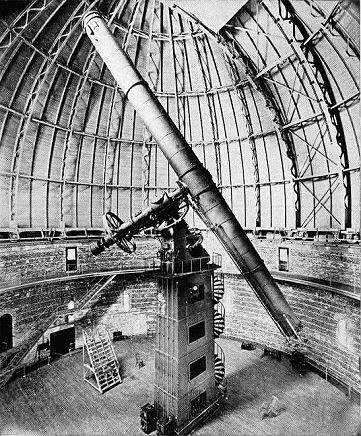
Alvan Clark - Telescopio rifrattore presso lo Yerkes Observatory

## Onorificenze
- Nel 1862 vinse il premio Lalande della Accademia francese delle scienze

Ad Alvan Clark, insieme al figlio Alvan Graham Clark,  la UAI ha intitolato il cratere lunare Clark e il cratere Clark su Marte